# Прадирол, Филипп
Филипп Прадирол (фр. Philippe Pradayrol; 16 июня 1966, Авиньон — 8 декабря 1993, Сен-Реми-де-Прованс) — французский дзюдоист, чемпион и призёр чемпионатов Франции и Европы, призёр чемпионата мира, участник летних Олимпийских игр 1992 года в Барселоне.

## Биография
Выступал в суперлёгкой и полулёгкой весовых категориях (до 60 и 65 кг). В 1986—1993 годах дважды становился чемпионом Франции, один раз серебряным и пять раз — бронзовым призёром. Дважды бронзовый призёр чемпионатов мира среди военнослужащих (1987 и 1989 годы). Дважды поднимался на высшую ступеньку пьедестала на чемпионатах Европы (1990—1991), в 1989 году стал бронзовым, а в 1992 году — серебряным призёром европейских чемпионатов. Бронзовым призёр чемпионата мира 1991 года в Барселоне. На летней Олимпиаде 1992 года стал пятым.
Был супругом французской дзюдоистки Бенедикт Нарду. Погиб в результате автодорожной катастрофы.